# Magolo Cárdenas
Magolo Cárdenas Rafael (Saltillo, 28 de diciembre de 1950) es una escritora de literatura infantil y juvenil, profesora de literatura, editora, promotora cultural e ilustradora. Fundó el Museo del Desierto y fue directora de los 3 Museos en Monterrey, del Instituto de Investigaciones Antropológicas, y de Desarrollo y Patrimonio Cultural de Nuevo León, asimismo, fue directora de la Hemeroteca y coordinadora de la Universidad Iberoamericana en Saltillo y creadora del Instituto Coahuilense de Cultura.

## Trayectoria
Estudió Literatura en la Universidad Iberoamericana, después de graduarse comenzó su labor como escritora de cuentos en revistas para jóvenes y suplementos culturales. A raíz de su cargo como directora del Instituto de Investigaciones Antropológicas conoció a Mariana Yampolsky (fotógrafa y pintora) con quien trabajó en el Periódico del Consumidor en la sección de niños. En 1980 ganó el concurso con la Editorial Novaro para escribir y publicar una colección de novelas históricas para niños. Realizó estudios en Inglaterra sobre la ilustración de libros infantiles a partir de ello realizó El mundo tiene remiendo (1989). 
Su obra ha sido editada y reeditada por importantes editoriales en el país y en el extranjero, tales como Trillas, Fondo de Cultura Económica, Scott Foresman and Company y Houghton Mifflin Company. Su obra muestra una temática sobre la historia de México desde un enfoque histórico, cultural y social como la época de Benito Juárez, la llegada del tren a México, la importancia de la cochinilla de grana, así como la ecología en México y el estudio del desierto.

## Obra publicada[5]
- El tesoro de Don Te, 1983.
- La zona del silencio, 1984.
- La Luna, ¡Lotería!, 1984.
- Lucía y los cuarenta gordinflones, 1988.
- No era el único Noé, 1989.
- El mundo tiene remiendo, 1989.
- Pero si a mí me gustaban los Panchos, no los Bitles, 1989.
- María contra viento y marea, 1994.
- Celestino y el tren, 1999.
- Alex dentro y fuera del marco, 2006.
- Nuestros vecinos de ayer, 2018.